# Гевгели
Гѐвгели или Гевгелия, понякога Гевгелий (на македонска литературна норма: Гевгелија, Гевгелия, на албански: Gjevgjelia; на гръцки: Γευγελή, Гевгели, на сръбски: Ђевђелија или Đevđelija, Джевджелия), е град в Северна Македония с население от около 15 000 души. Център на община Гевгели.

## География
Гевгели се намира на южната граница на Северна Македония, на десния бряг на река Вардар, на главния път от Белград за Атина в областта Боймия, част от Гевгелийско-валандовската котловина.

## История

### Етимология
Най-вероятно името Гевгели идва от турското gölgeli, което означава място с много сенки.

### В Османската империя
Съвременното развитите на Гевгели започва в средата на XIX век. Църквата „Възнесение Господне“ („Свети Спас“) е от 1842 година. През 1873 година е построена железопътната линия Скопие – Солун, минаваща през града. Гевгели е център на каза в Солунския вилает на Османската империя. Александър Синве („Les Grecs de l’Empire Ottoman. Etude Statistique et Ethnographique“), който се основава на гръцки данни, в 1878 година пише, че в Гевгели (Ghevghéli), Воденска епархия, живеят 1740 гърци. В „Етнография на вилаетите Адрианопол, Монастир и Салоника“, издадена в Константинопол в 1878 година и отразяваща статистиката на населението от 1873 година, Гергеля (Gherghelya) е посочен като град с 248 домакинства със 108 жители мюсюлмани, 1056 българи и 27 цигани.
През май 1878 година Георги Баялцалиев и Ичо Доганов от името на Гевгелийската българска община подписват Мемоара на българските църковно-училищни общини в Македония, с който се иска присъединяване на Македония към новообразуващата се българска държава.
През октомври 1880 година Гевгели е нападнат от гръцката чета на Панайотис Калогирос.
След войната Екзархията полага усилия да се възстанови българското църковно-просветно дело в Гевгели. В 1882 година е изпратен за гевгелийски свещеник Тома Ташев (Тошев), който е определен за учител в Мачуково, но поради закриване на училището се връща в Солун. В Гевгели той служи в новооткрития български параклис. През март 1882 година в Гевгели е избрана нова българска община с председател Тома Ташев, който е утвърден от Екзархията. Членове на общината са Георги Хаджиначков, Поне Дудаклиев, Тано Момков, Христо Дуган, Тано Стоянов, Георги Бутров, Христо Машков, Коста и Христо Стоянови. Общината иска от Екзархията още един свещеник и църковни книги. Свещеник Тома по-късно е убит от гръцки андарти.
Гръцката партия въ този градъ е доста силна, макаръ че въ града освѣнъ малко турци, останалото население е само българско. Туку едвамъ що се бѣхъ прибралъ въ кѫщата на домакина, ето че се домъкна нѣкой си Кивернитисъ, аромѫнинъ отъ Влахо-Ливадонъ, за да ме изпита, понеже се считаше задълженъ, като водителъ на гръцката партия и инспекторъ на гръцкитѣ училища. И тукъ бѣхъ извѣстенъ на хората чрѣзъ вѣстницитѣ и много имъ се искаше на гърцитѣ, или по право да се каже на гръкоманитѣ, да ме отдалечатъ, защото се страхуваха, че ще повдигна аромѫнетѣ противъ тѣхъ и по този начинъ ще ги лиша отъ главната имъ подпорка въ Македония. Въ който градъ и да отидите, вий ще видите, че водителитѣ на гръцката партия сѫ всѣкога аромѫне. Учителитѣ въ Битоля, Солунъ, Сересъ, Джумая и въ много други мѣста, съ малки изключения, сѫ все отъ аромѫнско произхождение, но ако питате тѣхъ, тѣ ще ви отговорятъ, че сѫ чисти еллини.
На 14 юли 1895 година Гоце Делчев основава комитет на ВМОРО в града.
След Солунските атентати османските власти на 21 април 1903 година арестуват по подозрения енорийския свещеник Тома Ташов, първенците Георги Баялцалиев, хаджи Нако (Нано) Николов, Г. Йосифов, Петър Дерменджиев и други.
През 1896 година е издигната екзархийската църква „Св. св. Кирил и Методий“.
Според статистиката на Васил Кънчов („Македония. Етнография и статистика“) в 1900 Гевгелий е малък градец с 3000 жители българи, 650 турци, 175 черкези, 120 власи и 230 цигани.
В конфесионално отношение Гевгели е разделен на българска екзархийска и патриаршистка част. По данни на секретаря на Българската екзархия Димитър Мишев („La Macédoine et sa Population Chrétienne“) в 1905 година в града има 1840 българи екзархисти, 2240 българи патриаршисти гъркомани, 80 българи патриаршисти сърбомани, 8 българи униати, 15 гърци, 72 власи, 30 албанци и 90 цигани. В града функционират две български и две гръцки училища – по едно основно и прогимназиално.
От 1900 до 1908 година председател на българската община е Кирил Рилски.
При избухването на Балканската война в 1912 година 63 души от Гевгели се записват доброволци в Македоно-одринското опълчение. Градът е освободен в средата на октомври от четите на Ичко Димитров, Михаил Радев и Георги Тодоров, които са част от Първа отделна партизанска рота на Македоно-одринското опълчение. В града се установява военно-административна българска власт.
На 20 юни 1913 година, по време на Междусъюзническата война, Гевгели е обстрелван от гръцката армия, а 33-ма българи католици са отведени на заточение.

„Малко преди започването на Втората война бях при моята дъщеря, българска учителка в село Боймица. Една гръцка дама дойде от Солун и започна да раздава пари и униформи на местните турци, седмица преди да започне Втората война. Тя събра българите и българките от селото и каза, че не трябва да се заблуждават, че селото ще остане в България. Тя повика българския свещеник и го запита дали е съгласен да стане грък. Той отговори: „Ние всички сме българи и ще си останем българи“. С тази госпожа имаше и няколко гръцки офицери, които хванаха свещеника за брадата. След това войниците се хвърлиха върху мъжете, които стояха наоколо, около петдесетина души, вързаха ръцете им зад гърба и им нанесоха побой. Казаха им, че трябва да подпишат документ, че са готови да станат гърци. След като отказаха да направят това, изпратиха всички в Солун. Когато те заминаха, войниците започнаха да изнасилват жените във Боймица, като обикновено трима войника се падаха на едно момиче... Войниците дойдоха в моята къща и запитаха къде е дъщеря ми. Казах им, че е болна и е заминала за Гевгели. Те настояваха да им я доведа. Гръцкият учител на селото Христо Попаров беше най-груб от всички. Заплашиха ме, че ще ме убият, ако не им я докарам. След това войниците влезнаха в стаята ми, биха ме с прикладите на пушките и аз паднах... след което разграбиха дома ми. После 16 войници дойдоха отново и питаха за дъщеря ми, но тъй като не можаха да я намерят, послужиха си с мен. Бях затворена в собствената си къща и не ме оставиха сама. Четири дни преди войната ми разрешиха да отида до Гевгели с влака заедно с двама войници, за да докарам дъщеря си. Всъщност тя се намираше в село Гявато. В Гевгели войниците ми дадоха разрешение да отида сама в селото и да я докарам. Извън селото срещнах пет гръцки войници, които ме поздравиха учтиво и запитаха има ли някакви новини. Съвсем ненадейно те гръмнаха с една пушка и извикаха: „Спри, бабо!“ След това дадоха още шест изстрела, за да ме изплашат. Продължих бързо по-нататък и влязох в селото малко преди войниците. Те вързаха ръцете ми, започнаха да ме бият, съблякоха ме и ме хвърлиха на земята. Няколко сръбски войници се намесиха и спасиха живота ми. Дъщеря ми се криеше в селото, но видя какво вършеха с мен, не можа да се стърпи и дойде бързо да ми помогне и се предаде, за да може да спаси майка си. Тя се обърна прочувствено към войниците и им каза: „Братя, след като сме работили толкова дълго време заедно като съюзници, защо сега убивате майка ми?“ Войниците само отговориха, че те са готови да убият и нея. След това им показах разрешителното, което ми бе дадено за да отида до Боймица. Не знам гръцки и не знаех какво пише на листа. Изглежда че писаното всъщност било нещо подобно: „Това е една майка, която трябва да отиде и да намери своята дъщеря и да я доведе обратно при нас.“ Гръцките войници разбраха, че човекът, който бе търсен е дъщеря ми, а не аз, а тя изпищя: „Сега с мен всичко е свършено!“ Войниците ми предложиха да избера или да остана в селото, или да отида с дъщеря си до Гевгели. Замолих ги да ни оставят двете заедно в селото до другата сутрин и те се съгласиха. През нощта избягахме, като тя се преоблече в мъжки дрехи, и стигнахме до български войници на два часа разстояние. Отидох самата до Гевгели и веднага след това избухна Втората война. Българите завзеха града, а после се оттеглиха от него, а гърците отново влезнаха. Веднага след тяхното идване започнаха да убиват безразборно хората по улиците. Един човек на име Антон Бакърджи бе убит пред очите ми. Видях една гъркиня на име Елена как уби с револвера си един българин на име Хаджи Тано... Извън града срещнах гръцки войници, които водеха 16 български момичета като затворнички. Те плачеха, няколко бяха разсъблечени, а други окървавени. Войниците бяха толкова заети с тези момичета, че не ни спряха и ни позволиха да минем покрай тях. Когато минахме по моста над Вардара, видяхме малки деца, изоставени, а едно момиченце лежеше като умряло на земята. Гръцката кавалерия идваше подир нас и нямаше време да окажем помощ. Далеч от нас се водеше битка и ние чувахме оръдията, но никой не стреля срещу нас. В продължение на осем дни бягахме непрекъснато, за да стигнем до България, и много хора умряха по пътя. Българските войници ни дадоха хляб. Намерих дъщеря си в Самоков. Единственото ми утешение бе, че успях да спася нейната чест.“

Католическият свещеник Ван ден Пукхейд пише: 
| „ | Когато този град падна в гръцки ръце, тамошното българско население и онова от Сеово избяга зад вардарския мост. Какво правят гърците? Стрелят с топове върху нещастните бежанци... всички младежи от 10 години нагоре били изклани. | “ |

### В Сърбия и Югославия
След Междусъюзническата война в 1913 година градът попада в Сърбия и голяма част от гъркоманите се изселват в Гърция – в Боймица, Ругуновец и на други места. През Първата светова война градът е освободен от българската армия на 29 ноември 1915 година. Според Димитър Гаджанов в 1916 година в Гевгелии живеят 825 турци и 4100 българи.
Поне 25 души родом от Гевгели, в редиците на българската армия, загиват на фронта във войните за национално обединение на България.
След загубата на войната Гевгели е върнат на Сърбия (Кралство на сърби, хървати и словенци).
По време на българското управление във Вардарска Македония в годините на Втората световна война, Васил Г. Манолев от Богданци е български кмет на Гевгели от 8 август 1941 година до 8 октомври 1942 година. След това кметове са Илия Дим. Богоев от Струмица (9 ноември 1942 – 22 юли 1943), Благой Пан. Дубров от Кавадарци (22 юли 1943 – 4 декември 1943) и Иван Дим. Шопов от Гевгели (4 февруари 1944 – 14 юли 1944).
След това градът влиза в новата федерална Югославия, за да стане част от Северна Македония в 1991 година. През 1946 година в града е проведен показен противобългарски съдебен процес над 11 жители на града и Богданци и Кавадарци като Йоско Йосифов, поп Аврам, Георги Попгонов и други. Местният жител с българско самосъзнание Лазар Камов, на 50 години, е убит без съд и присъда в планината.
Според преброяването от 2002 година градът има 15 685 жители.
| Националност | Всичко |
| македонци    | 15 060 |
| албанци      | 7      |
| турци        | 28     |
| роми         | 12     |
| власи        | 201    |
| сърби        | 292    |
| бошняци      | 3      |
| други        | 82     |

## Личности
В началото на ΧΧ век Гевгели е смесен българо-гъркомански град. От Гевгели е видния деец на ВМОРО Илия Докторов, ръководител на революционната околия от 1903 до 1905 година. От Гевгели са и дейците на ВМОРО Иван и Тома Баялцалиев. През 20-те години виден жител на града е войводата на ВМРО Георги Хаджимитрев (Георги Гевгелийски).
Световно известен през 30-те години става членът на Политбюро на ЦК на БКП Васил Танев, роден в Гевгели, оправдан на Лайпцигския процес, член на Изпълнителния съвет на Профинтерна. От гевгелийско гъркоманско семейство произхожда гръцкият поет Георгиос Вафопулос. Виден гевгеличанин през 40-те години е участникът в комунистическата съпротива и интербригадист Иван Дойчинов.
В по-ново време от Гевгели са академик Георги Старделов, председател на МАНИ и Стефан Марковски, съвременен северномакедонски писател и философ.

## Побратимени градове
- Севлиево, България

## Други
На Гевгели е наречен Гевгелийският квартал (Карта) в София и една от улиците в него (Карта).